# Фролов, Никита Васильевич
Никита Васильевич Фролов (1914 — 22 марта 1945) — красноармеец Красной армии, участник советско-финской войны 1939—1940 годов и Великой Отечественной войны. Полный кавалер ордена Славы. 21 марта 1945 года во время боя вызывал огонь на себя, в результате чего был тяжело ранен, но продолжал оставаться в строю, скончался на следующий день от полученных ранений.

## Биография
Никита Васильевич Фролов родился в 1914 году в деревне Каран-Азиково (Мензелинский уезд, Уфимская губерния, ныне территория Татарстана) в семье русских крестьян. После получения начального образования был председателем колхоза, а затем председателем сельского совета.
С 1939 по 1940 годы служил в Красной армии, принял участие в советско-финской войне. В 1940 году вступил в ВКП (б). После демобилизации вернулся в родное село.
В ноябре 1942 года Никита Фролов был вновь призван в ряды Красной армии, в боевых действиях начал принимать участие с того же  времени. Воевал в составе Закавказского, Северо-Кавказского и 1-го Украинского фронтов.
Летом 1944 года красноармеец Никита Фролов служил в составе 1277-го стрелкового полка (389-я стрелковая дивизия) стрелком. В июле того же года принимал участие в разведке близ Горохова (Волынская область, Украина), за что был награждён своей первой боевой наградой — Медаль «За отвагу», а затем был переведён в разведывательный взвод.
C 1 по 3 августа 1944 года во время боев при форсировании Вислы близ села Хвалевице (рядом с Сандомиром, Польша) Никита Васильевич был связным между советскими подразделениями на западном и восточном берегах Вислы. В течение этих 3 суток беспрерывно находился на посту, способствуя советским вооружённым формированиям форсировать водную преграду, давал ценные сведения о наиболее удобных местах для форсирования этой преграды. За эти действия приказом по войскам 389-й стрелковой дивизии от 13 августа 1944 года Никита Фролов был награждён орденом Славы 3-й степени.
18 января 1945 года близ Жаркув (близ Кельце, Польша) Никита Васильевич находясь в составе разведывательной группы, принимал участие во взятии вплен 25 немецких солдат и одного офицера. На следующий день его разведывательный взвод охранял группу пленных из около 250 людей. Когда немецкие солдаты попытались освободить своих пленных разведчики сдерживали их контратаки в течение трёх часов. Приказом по войскам 3-й гвардейской армии от 16 февраля 1945 года Никита Васильевич был награждён орденом Славы 2-й степени.
21 марта 1945 года близ Глогау (ныне Польша) Фролов вёл разведку системы вражеского ведения огня, и отправился к его позициям вызвав на себя огонь. В результате чего получил тяжелое ранение, но продолжал оставаться в строю, благодаря чему была получена возможность определить огневую систему противника. Никита Васильевич скончался на следующий день в хирургическом полевом госпитале № 2383 и был похоронен в Глогау. За свой подвиг он был представлен к награждению орденом Отечественной войны 2-й степени, но указом Президиума Верховного Совета СССР от 27 июня 1945 года Никита Васильевич Фролов был награждён орденом Славы 1-й степени.

## Награды
Никита Васильевич Фролов был награждён следующими наградами:
- Орден Славы 1-й степени (27 июня 1945)[3];
- Орден Славы 2-й степени (16 февраля 1945)[4];
- Орден Славы 3-й степени (13 августа 1944 — № 171685)[5];
- Медаль «За отвагу» (15 июля 1944)[6].